# Мартинело (Ла Специја)
Мартинело је насеље у Италији у округу Ла Специја, региону Лигурија.
Према процени из 2011. у насељу је живело 40 становника. Насеље се налази на надморској висини од 69 м.